# HMS Spiggen (1958)
Pour les autres navires du même nom, voir HMS Spiggen.
Le HMS Spiggen est un sous-marin de poche de classe Stickleback, en service dans la marine royale suédoise de 1958 à 1970.

## Fabrication
Le navire a été commandé en septembre 1951 à Vickers-Armstrongs à Barrow-in-Furness. La production progresse lentement et le navire ne sera lancé que le 1er octobre 1954 sous le nom de X51. Le navire a été nommé HMS Stickleback en décembre 1954. Il était du type des sous-marins de poche qui, pendant la Seconde Guerre mondiale, ont été déployés en Norvège contre le cuirassé allemand Tirpitz et qui l’ont gravement endommagés.

## Service
Le navire a été vendu en 1958 à la marine royale suédoise, qui a reçu le navire le 15 juillet 1958. Le navire a été rebaptisé HMS Spiggen et a été principalement utilisé pour former des nageurs de combat. Le navire a été radié de la liste des navires le 27 janvier 1970 et il a été retourné en 1977 dans les Îles Britanniques, car la Royal Navy n’avait pas conservé un spécimen de ce type de sous-marin. Il a été rénové à Gosport au Royal Navy Submarine Museum, et en 1970, il a été exposé à l’aérodrome du musée de l'Imperial War Museum à Duxford, à l’extérieur de Cambridge sous sa désignation originelle de XE-51 Stickleback.